# 1777 w polityce
Wydarzenia polityczne w 1777 roku.
- 1 października – rozejm hiszpańsko-portugalski w San Ildefonso ustala nowe strefy podziałów w Ameryce Południowej: w zamian za wycofanie się Portugalczyków z  Banda Oriental i rejonu La Platy oraz oddanie Colonia dos Sacramento Hiszpania rezygnuje z roszczeń do południowej Brazylii[1].

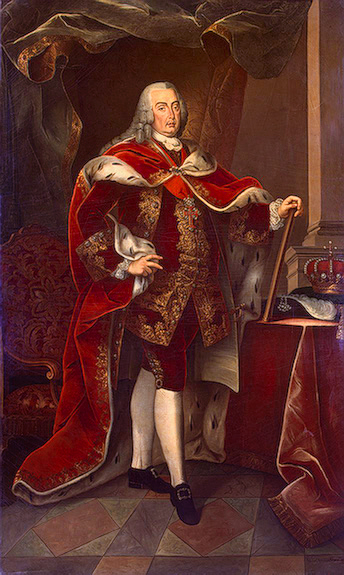
Józef I Reformator

## Zmarli
- 24 lutego Józef I Reformator, król Portugalii[2].